# Daniel Kahneman
Daniel Kahneman (ur. 5 marca 1934 w Jafie, zm. 27 marca 2024) – izraelsko-amerykański psycholog i ekonomista, laureat Nagrody Banku Szwecji im. Alfreda Nobla w dziedzinie ekonomii w 2002 roku.

## Życiorys
Urodził się 5 marca 1934 w Jafie (obecnie część miasta Tel Awiw-Jafa), w ówczesnym Brytyjskim Mandacie Palestyny.
Doktorat z psychologii obronił na Uniwersytecie Kalifornijskim w Berkeley w 1961, od 1993 aż do śmierci był profesorem psychologii na Uniwersytecie w Princeton. Był też wykładowcą Uniwersytetu Hebrajskiego w Jerozolimie i współpracownikiem kilkunastu uczelni amerykańskich i kanadyjskich.
Jest autorem około 200 publikacji naukowych z ekonomii, psychologii i prawa oraz pogranicza tych dziedzin. Wraz z Amosem Tverskim opracował teorię perspektywy, opisującą procesy decyzyjne w warunkach niepewności. Za zastosowanie narzędzi z psychologii w badaniach ekonomicznych, ze szczególnym uwzględnieniem teorii perspektywy, otrzymał w 2002 Nagrodę Banku Szwecji im. Alfreda Nobla w dziedzinie ekonomii (wspólnie z Vernonem L. Smithem).
Jego publikacje ukazywały się m.in. w „Journal of Behavioral Decision Making”, „Journal of Risk and Uncertainty”, „Thinking and Reasoning” i „Economics and Philosophy”.

## Publikacje
- Daniel Kahneman, Amos Tversky. Prospect Theory: An Analysis of Decision Under Risk. „Econometrica”. 47 (2), s. 263–292, 1979. [dostęp 2015-09-10].
- Kahneman, D. (2003). Maps of bounded rationality: A perspective on intuitive judgment and choice. In T. Frangsmyr (Ed.), Les Prix Nobel 2002 [Nobel Prizes 2002]. Stockholm, Sweden: Almquist & Wiksell International.
- Kahneman, D., Slovic, P., & Tversky, A. (1982). Judgment under uncertainty: Heuristics and biases. New York: Cambridge University Press.
- Kahneman, D., & Tversky, A. (1973). On the psychology of prediction. Psychological Review, 80, 237-251.
- Pułapki myślenia. O myśleniu szybkim i wolnym (ISBN 978-83-7278-677-7) wydawnictwo Media Rodzina (2012), przełożył Piotr Szymczak; tytuł oryginału: Thinking, Fast and Slow.
- Daniel Kahneman, Olivier Sibony, Cass R. Sunstein, Szum, czyli Skąd się biorą błędy w naszych decyzjach, Poznań: Media Rodzina, 2022, ISBN 978-83-8008-962-4, OCLC 1325599500 [dostęp 2023-03-25]. Brak numerów stron w książce

## Odznaczenia
- Prezydencki Medal Wolności (2013)[4]